# Chrysichthys acsiorum
Chrysichthys acsiorum és una espècie de peix de la família dels claroteids i de l'ordre dels siluriformes.

## Morfologia
Els mascles poden assolir els 24,3 cm de llargària total.

## Distribució geogràfica
Es troba a Àfrica: llac Tanganyika.